# 普列奥布拉任斯科耶区
普列奥布拉任斯科耶区（俄語：район Преображенское）是莫斯科东行政区的一区，面积5.61平方公里，人口87,933人。革新广场站和切尔基佐沃站在该区内。